# Walteria leuckarti
Walteria leuckarti är en svampdjursart som beskrevs av Isao Ijima 1896. Walteria leuckarti ingår i släktet Walteria och familjen Euplectellidae.

## Underarter
Arten delas in i följande underarter:
- W. l. leuckarti
- W. l. longipina